# Réserve du Mondrain
La réserve du Mondrain est une réserve naturelle de forêt de moyenne altitude (550 mètres) située à l'île Maurice dans le district de Plaines Wilhems à l'Est de Vacoas. Elle surplombe la rivière Tamarin et s'étend sur 5,25 hectares (13 arpents).
La réserve a été inaugurée le 4 octobre 1979 à l'occasion du 150e anniversaire de la Société royale des arts et des sciences qui la gère. Elle est la propriété de la compagnie Médine limitée.
Elle abrite une flore composée largement d'espèces endémiques et dont certaines sont extrêmement rares.

## Quelques espèces
- Bois d'Olive (Elaeodendron orientale Jacq.)
- Hibiscus genevii[2]
- Bois corail (Chassalia boryana), seuls cinq spécimens sont connus au monde, dans deux endroits de Maurice, dont celui-ci[3]
- Bois d'ébène noir (Diospyros tessellaria Poiret)
- Bois d'ébène marbré (Diospyros melanida Poiret)[4]
- Bois tambour : il y a quatre espèces endémiques : Tambourissa cordifolia, Tambourissa quadrifida, Tambourissa peltata et Tambourissa tau[4].
- Bois carotte (Pittosporum senacia)
- Bois queue de rat (Acalypha integrifolia)
- Bois de Judas (Cossinia pinnata)
- Bois de raisin (Bertiera zaluzania)
- Bois pintade (Myonima violacea)
- Fandamane (Apholia theiformis)
- Bois sureau (Premna serratifolia)
- Petit bois cassant (Claoxylon linotachys spp. brachyphyllum), espèce très menacée
- Colophane bâtard (Protium obustifolium)
- Fangame (Stillingia lineata spp. lineata), ses fruits sont très appréciés de la grosse cateau
- Ipéca du pays (Tylophora indica)
- Bois benjoin (Terminalia benzoë ssp. benzoë)
- Bois balais (Grangeria borbonica)
- Bois rat (Tarenna borbonica)
- Bois banane (Gaertnera pasychotrioides), espèce menacée
- Bois pomme de reinette (Dodonaea viscosa)
- Bois à poudre (Maytenus pyria)
- Bois de lait (Tabernaemontana persicariaefolia)
- Buisson ardent (Ixora coccinea L.), espèce introduite des Indes orientales[4]
- Bois pigeon (Cordemoya integrifolia)
- Bois nacré; il y a trois espèces endémiques des Mascareignes, dont Badula platyphylla, très rare, présente ici
- Dombeya (Dombeya acutangula)
- Café marron (Coffea myrtifolia), espèce menacée
- Bois de ronde (Erythroxylum hypericifolium), hétérophyle
- Piquant tac-tac (picanier jaune) (Barleria prionitis), introduit du Siam
- Oeceoclades spp., orchidée de terre extrêmement rare
- Orchidée d'herbe (genre Angraecum), dont la fleur qui fleurit en mars-avril ressemble à un petit homme
- Bois clou (Eugenia bojeri), trois autres espèces sont recensées ici Eugenia orbiculata, Eugenia pollicina et Eugenia lucida
- Takamaka (Calophyllum eputamen) ne pas confondre avec celui de Madagascar (Calophyllum inophyllum ) qui est très répandu en bord de mer
- Bois chèvre (Senecio lamarckianus), espèce que l'on croyait disparue
- Bois de natte (Labourdonnaisia glauca), arbre pouvant atteindre 25 mètres de hauteur
- Orchidée arboricole (Angraecum calceolus)
- Ananas sauvage (Ananas bracteatus), introduit au XVIIIe siècle et ici à l'état sauvage
- Mapou (Pisonia costata)